# Patrik Cottet-Moine
Patrik Cottet-Moine, né à Toulon le 29 novembre 1964, est un mime, chanteur, comédien et bruiteur français.

## Biographie
À 16 ans, il s'engage dans la Marine nationale mais est renvoyé 6 ans plus tard pour « incompatibilité avec l'esprit militaire ». Il découvre alors sa vraie nature, en jouant des sketchs de mime burlesque dans la rue puis intègre comme chanteur le groupe de rock Ankara, découverte du Printemps de Bourges de 1989.
En 1990, il participe à la création du duo de mime et chansons burlesque Lepetit et Legrand qui tiendra plusieurs mois l'affiche du Théâtre d'Edgar à Paris. Le duo participe à des émissions humoristiques comme La Classe sur FR3 et les Fous du Rire sur M6.
En 1994, il crée le groupe de chansons d’humour à voir et à entendre les Zabloks toujours en tournée,.
En 2002, il revient au mime, avec un premier spectacle intitulé Mime de rienqui a été créé au Café Théâtre 7e Vague à La Seyne-sur-Mer dans le Var et qui a été joué plus de 1200 fois dans 30 pays sur les 5 continents,. Mime de rien est salué par la critique en 2004 par Le Canard Enchaîné, Marianne et Le Figaro Magazine. En 2011, un deuxième spectacle est coécrit avec Michel Courtemanche intitulé Chez lui. Mime de rien et Chez lui sont en tournée ensuite,,.
En 2015, il crée sa chaîne Youtube et publie une série humoristique de tuto de bruitage,,. En 2018, il revient à la chanson avec un spectacle intitulé Au quai, qu'il inaugure sur les planches du Café Théâtre 7e Vague. En 2019, il participe à la création d'un personnage pour le spectacle Messi 10 du cirque du soleil.

## Spectacles
- 1989 : Ankara, découverte du printemps de Bourges
- 1992 : Lepetit et Legrand, Mise en scène Michel Boullerne. Théâtre d' Edgar
- 1998 : Les Zabloks au théâtre Galli
- 2002 : Mime de rien, mise en scène Patricia Jean
- 2011 : Chez lui, coécrit avec Michel Courtemanche, mise en scène Marc Andréini[18].
- 2018 : Au quai, chansons d’humour mais pas que[19]...
- 2023 : Les Zabloks, nouveau spectacle en tournée[20].

## Filmographie

### Cinéma

#### Longs métrages
- 2014 : Avis de mistral de Roselyne Bosch : le facteur
- 2017 : Valérian et la Cité des mille planètes de Luc Besson : siirt cop
- 2018 : En liberté ! de Pierre Salvadori : la mort
- 2022 : Les Folies fermières" de Jean-Pierre Améris : Le fermier imitateur
- 2023 : L'Étoile filante de Abel et Gordon : L'ambulancier

#### Courts métrages
- 1993 : Le Fauteuil Magique d’André Valardy : le docteur
- 2000 : Play de Rémi Legenne : le papa
- 2016 : Livraison de Steeve Calvo : zombie
- 2018 : Amor maman de Roland Menou : le banquier
- 2022 : Gamins de Nicolas Paban : L'homme étrange et le spectre
- 2024 : Les Effaceurs de Frédérick Vin[21] : Conseiller en cris d'animaux

### Télévision

#### Téléfilms et Sitcom
- 1992 : Premiers baisers : l'artiste[22]
- 1992 : Hélène et les Garçons : Jean-François
- 1995 : Le Miracle de l'amour : le mage
- 1998 : Max et Associés de Philippe Bérenger : Sergio
- 2014 : Couleur locale de Coline Serreau : Didier Desfausses
- 2022 : Plus belle la vie S18 E4542 : M. Gauthier

#### Publicités
- 1992 : Sécurité routière : L'ascenseur de Jean-Pierre Jeunet : le coursier
- 1993 : Loto de Gérard Jugnot : le punk
- 1999 : Peugeot 106 de Jean-Yves Lafesse : le clown
- 2001 : Cif de Peter Hans : l'homme au masque à gaz
- 2006 : Royco de Bertrand Roland : le poireau
- 2017 : Mercedes-Benz de Djawid Hakimyar : le vendeur de glaces

#### Sketchs pour la télévision
- 1988 : 40° à l'ombre (FR3)
- 1992 : La Classe (FR3)
- 1992 : Les fous du rire (M6)
- 1995 : Surprise (Canal +). Clip des Zabloks "le Discostrek"
- 2002 : Les Coups d'humour (TF1)
- 2003 : La drôle de nuit (Comédie) / C’est pas trop tôt (M6)
- 2004 : Attention à la marche (TF1)
- 2005 : Incroyable mais vrai[23] (TF1)
- 2005 : La Classe (France 3)
- 2006 : Arosa Humor-Festival (SFR1)
- 2008 : Spass aus Mainz (TV Wunchliste)
- 2012 : Signé Taloche (RTBF)
- 2012 : Giacobbo/Müller (SFR1)
- 2015 : Demi-finaliste La France a un incroyable talent[24] (M6)
- 2016 : Das Supertalent (RTL)
- 2019 : Tú sí que vales (Canale 5)
- 2019 : Finaliste Iumor[25] (Antena 1)
- 2021 : Česko Slovensko má talent (Priam TV)
- 2023 : iUmor sur (Antena 1)